# Vetenskapsåret 2018

## Händelser
- 24 februari - Egyptiska myndigheter meddelar att en gravplats med 40 stensarkofager och runt 1 000 statyetter har upptäckts i ett område norr om Al-Minya. [1]
- 2 mars -  Scientific Reports rapporterar om upptäckten av en tidigare okänd koloni med 1,5 miljoner adéliepingviner på  Danger Islands i Antarktis.[2]
- 19 mars - Den siste hanen av den nordliga underarten av trubbnoshörning avlivas på grund av kraftigt försämrad hälsa.[3]

### Astronomiochrymdfart
- 12 januari - Tidskriften Science publicerar upptäckten av glaciärer nära ytan på Mars.[4]
- 31 januari - Tre månfenomen inträffar samtidigt: Supermåne, blå måne och blodmåne.[5]
- 5 november - NASA:s rymdsond Voyager 2 flyger, som andra människotillverkade föremål, ut i den interstellära rymden.[6][7]

### Medicin
- 12 mars – Tidskriften Nature Medicine publicerar resultat från en studie om bröstcancer, där ny kunskap om aggressiv bröstcancer kan ge alternativ till cellgiftsbehandling. [8][9]
- 22 mars - Socialstyrelsen inför nationella riktlinjer för vård vid endometrios.[10]

## Avlidna
- 14 mars - Stephen Hawking, 76, brittisk fysiker och kosmologiforskare.[11]
- 16 juli – Göran Gustafsson, 81, svensk religionssociolog[12]

### Fotnoter
1. ↑  ”www.sfchronicle.com”. Arkiverad från originalet den 4 mars 2018. https://web.archive.org/web/20180304172445/https://www.sfchronicle.com/news/world/article/Archaeologists-find-ancient-necropolis-in-Egypt-12705641.php. Läst 3 mars 2018.
2. ↑  ”www.nature.com”. https://www.nature.com/articles/s41598-018-22313-w. Läst 3 mars 2018.
3. ↑  CNN, Joshua Berlinger,. ”World's last male northern white rhino dies”. CNN. https://edition.cnn.com/2018/03/20/africa/last-male-white-rhino-dies-intl/index.html. Läst 21 mars 2018.
4. ↑  Dundas, Colin M.; Bramson, Ali M.; Ojha, Lujendra; Wray, James J.; Mellon, Michael T.; Byrne, Shane (2018-01-12). ”Exposed subsurface ice sheets in the Martian mid-latitudes” (på engelska). Science 359 (6372):  sid. 199–201. doi:10.1126/science.aao1619. ISSN 0036-8075. PMID 29326269. http://science.sciencemag.org/content/359/6372/199. Läst 22 mars 2018.
5. ↑  ”Månen löper amok: Tre fenomen inträffar vid samma tidpunkt”. Illustreret videnskab se. 29 januari 2018. http://illvet.se/universum/solsystemet/manen/3-manfenomen-intraffar-samtidigt. Läst 22 mars 2018.
6. ↑  Andersson, Jennifer (12 december 2018). ”Voyager 2 intar rymden mellan stjärnorna”. Populär Astronomi. https://www.popularastronomi.se/2018/12/voyager-2-intar-rymden-mellan-stjarnorna/. Läst 12 december 2018.
7. ↑  ”NASA’s Voyager 2 Probe Enters Interstellar Space” (på engelska). NASA. 11 december 2018. https://www.nasa.gov/press-release/nasa-s-voyager-2-probe-enters-interstellar-space. Läst 12 december 2018.
8. ↑  ”Kvinnor med bröstcancer kan slippa cellgiftsbehandling”. SVT Nyheter. 12 mars 2018. https://www.svt.se/nyheter/lokalt/skane/kvinnor-med-brostcancer-kan-slippa-cellgiftsbehandling. Läst 15 mars 2018.
9. ↑  Roswall, Pernilla; Bocci, Matteo; Bartoschek, Michael; Li, Hong; Kristiansen, Glen; Jansson, Sara (2018-03-12). ”Microenvironmental control of breast cancer subtype elicited through paracrine platelet-derived growth factor-CC signaling” (på engelska). Nature Medicine. doi:10.1038/nm.4494. ISSN 1546-170X. https://www.nature.com/articles/nm.4494#abstract. Läst 15 mars 2018.
10. ↑  ”Nationella riktlinjer för vård vid endometrios”. www.socialstyrelsen.se. Arkiverad från originalet den 23 mars 2018. https://web.archive.org/web/20180323031547/http://www.socialstyrelsen.se/riktlinjer/nationellariktlinjer/endometrios. Läst 22 mars 2018.
11. ↑  ”Stephen Hawking, renowned scientist, dies at 76”. CNN. https://edition.cnn.com/2018/03/14/health/stephen-hawking-dead/index.html. Läst 14 mars 2018.
12. ↑  Samuel, Byrskog. ”Minnesord om Göran Gustafsson”. Sydsvenska Dagbladet Snällposten. https://www.sydsvenskan.se/2018-08-17/minnesord-om-goran-gustafsson. Läst 17 augusti 2018.